# Paul Kurtz
Paul Kurtz, född 21 december 1925 i Newark, New Jersey, död 20 oktober 2012 i Amherst, Erie County, New York, var en amerikansk filosof och professor vid University of Buffalo. Sin utbildning fick han vid New York University och Columbia University.
Mest känd var han för sin framträdande roll som skeptiker; han var grundare av och ordförande för Committee for the Scientific Investigation of Claims of the Paranormal (CSICOP), Council for Secular Humanism, för vars tidskrift Free Inquiry han var chefredaktör, Center for Inquiry, Transnational och Prometheus Books.
Paul Kurtz låg som författare eller redaktör bakom 45 böcker och fler än 800 artiklar. Han framträdde som föreläsare i stora delar av världen och medverkade i en lång rad TV- och radioprogram, såväl i USA som i bland annat Italien, Brasilien, Sydkorea, Ryssland, Frankrike och Tyskland.

## Utmärkelser
Asteroiden 6629 Kurtz är uppkallad efter honom.

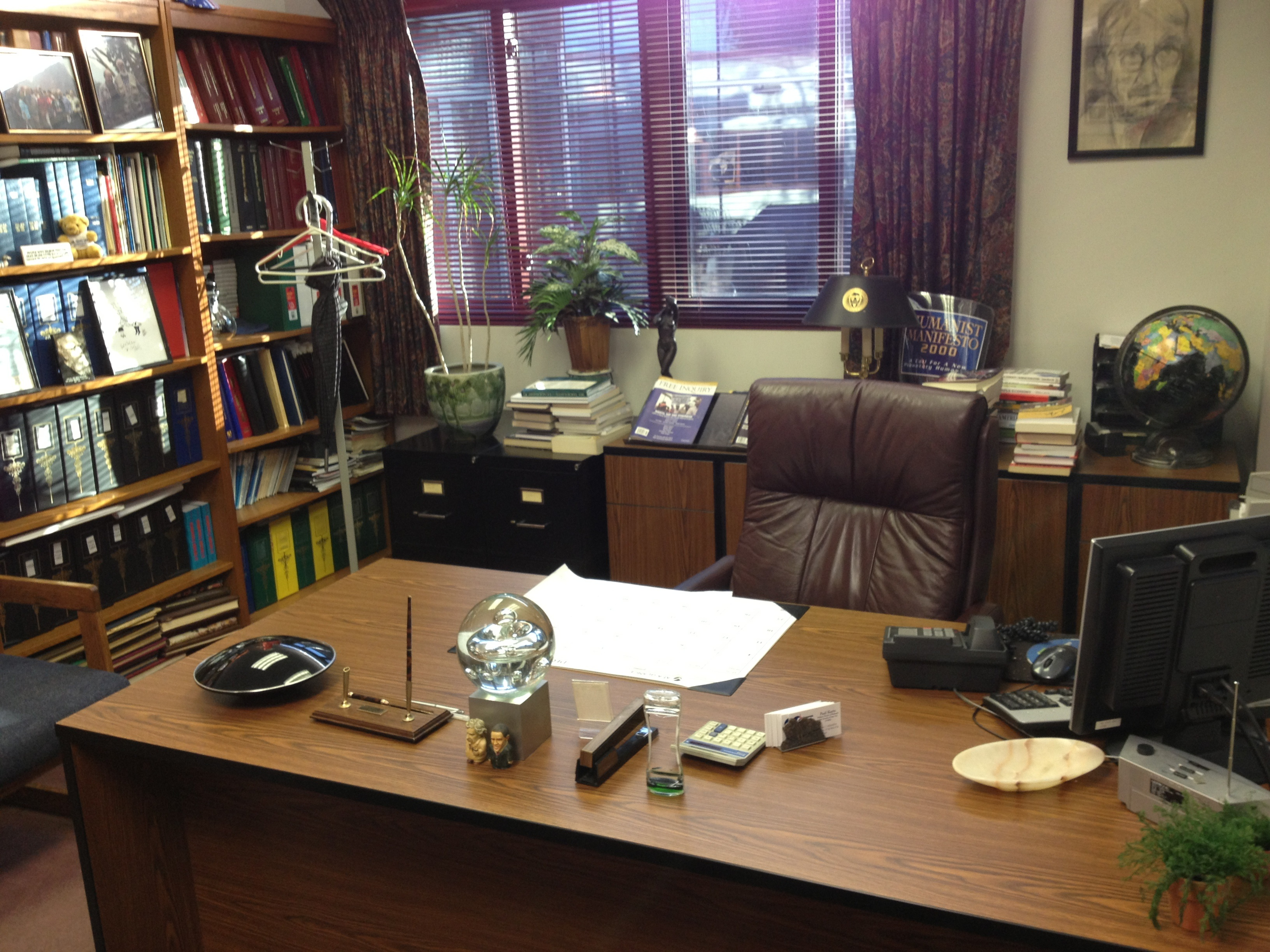
Paul Kurtz kontor på Center for Inquiry Transnational, Amherst, NY

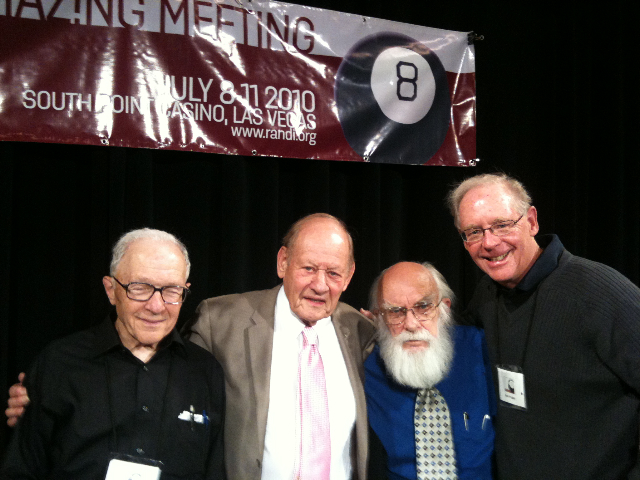
Ray Hyman, Paul Kurtz, James Randi, and Ken Frazier på TAM8, juli 2010, i Las Vegas efter deras del om den moderna skeptikerrörelsens historia.